# Agapa
La Agapa (in russo Ага́па?) è un fiume della Russia siberiana orientale, affluente di sinistra della Pjasina (bacino idrografico del mare di Kara). Scorre nel Tajmyrskij rajon del Territorio di Krasnojarsk.
Ha origine dalla confluenza dei due rami sorgentizi Nižnjaja Agapa e Verchnjaja Agapa (rispettivamente Agapa inferiore e Agapa superiore), dalla regione di tundra ad ovest del lago Pjasino. Scorre per l'intero corso nel bassopiano della Siberia settentrionale, mantenendo direzione dapprima mediamente settentrionale, successivamente orientale; sfocia nella Pjasina a 599 km dalla foce, nei pressi del piccolo insediamento abitato di Agapa. Il fiume attraversa regioni assolutamente remote e spopolate, senza incontrare alcun centro abitato in tutto il suo percorso.
I maggiori affluenti sono: Kuba, Posoj, Jangoda dalla destra idrografica; Kazak-Jacha, Udover'jacha dalla sinistra.
Il clima delle regioni attraversate è molto rigido, e provoca congelamenti del fiume che si prolungano per la maggior parte dell'anno (ottobre-giugno).